# Biafo-Gletscher
Der Biafogletscher ist ein 47 km langer Gletscher in den Bergen des Karakorum. Einschließlich der Tributärgletscher beträgt die Gesamtlänge 66 km.
Der Biafogletscher ist nach dem Siachen- und dem Fedtschenko-Gletscher der drittlängste Gletscher außerhalb der Polarregion.

## Lage und Eigenschaften
Er liegt in Gilgit-Baltistan in Pakistans und bildet zusammen mit dem 49 km langen Hispargletscher, mit dem er über den 5128 m hohen Hispar-La-Pass verbunden ist, das längste Eissystem außerhalb der Polarregion. Der Gletscher verbindet die zwei alten Bergkönigreiche, Nagar im Westen mit Baltistan im Osten.
Der Biafogletscher wird östlich des Hispar La von zwei Gletschern genährt, dem von Osten kommenden Simgang-Gletscher und dem von Norden zufließenden Lukpe Lawo, der auch als Snow Lake bezeichnet wird.
Der Biafogletscher dringt bis in das Tal des Braldu vor, der vom Baltorogletscher im Osten zum Indus fließt. Die Gletscherzunge liegt auf einer Höhe von etwa 3150 m.
Nordöstlich des Biafogletschers liegen die Berge des Panmah Muztagh, darunter der Ogre und die Latok-Gruppe, westlich des Gletschers der Sosbun Brakk, östlicher Namensgeber der Spantik-Sosbun-Berge.

## Passübergänge
Neben dem Hispar La gibt es weitere Passübergänge vom Biafo-System nach Norden und Osten.
Lukpe Lawo
Der (Östliche) Khurdopin-Pass liegt im Norden des Snow Lake, östlich des Lukpe Lawo Brakk, und bietet einen hochalpinen Übergang zum Östlichen Khurdopingletscher, der über den Khurdopingletscher zum Shimshal-Tal fließt. Dieses Tal entwässert die Nordseite des Hispar Muztagh, der Shimshal-Fluss fließt nach Westen zum Hunzatal.
Simgang-Gletscher (Sim Gang)
Der Sim La liegt unmittelbar im Norden des Ogre und verbindet den südlichen Arm des Simgang-Gletschers mit dem nach Südosten abfließenden Choktoigletscher.
Der Skam La liegt im Osten des nördlichen Arms des Simgang-Gletscher und bietet einen Übergang zum nach Südosten abfließenden Nobande-Sobande-Gletscher. Dieser und der Choktoigletscher vereinigen sich zum Panmahgletscher, der weiter nach Süden fließt und dessen Abfluss einige Kilometer oberhalb des Biafogletschers in den Braldu-Fluss mündet.
Der Lukpe La liegt im Norden des nördlichen Arms des Simgang-Gletschers und verbindet diesen mit dem Braldugletscher, dessen Abfluss ebenfalls Braldu heißt (nicht zu verwechseln mit dem oben genannten Braldu-Fluss) nach Norden und Osten zum Shaksgam-Tal fließt. Zwischen Lukpe La und Skam La liegt der Berg Lukpe Brakk. (Lukpe La und Lukpe Brakk sind nicht zu verwechseln mit Lukpe Lawo und Lukpe Lawo Brakk.)

## Tourismus
Entlang der Seitenmoräne des Biafo befinden sich mehrere Campingplätze. Die ersten drei werden vom tausendjährigen Dorf Askole betreut und verfügen über fließendes Wasser. Diese dienen als Ausgangspunkt für geführte Trekkingtouren an den Hängen der hohen Umgebungsberge.